# Steve Niehaus
Steve Niehaus (Cincinnati, 25 settembre 1954) è un ex giocatore di football americano statunitense che ha giocato nel ruolo di defensive lineman per quattro stagioni nella National Football League (NFL). Fu scelto nel corso del primo giro (2º assoluto) del Draft NFL 1976 dai Seattle Seahawks. Al college ha giocato a football all'Università di Notre Dame dove fu premiato come All-America.

## Carriera professionistica
Niehaus fu la prima scelta in assoluto della storia della neonata franchigia dei Seattle Seahawks, quando fu selezionato con la seconda chiamata del Draft 1976. Disputò una grande stagione da rookie vincendo il premio di miglior difensore rookie dell'anno della NFC e stabilendo con 9,5 sack un primato di franchigia per un debuttante che a Seattle resiste ancora oggi. Gli anni successivi videro il giocatore tormentato dagli infortuni concludere la carriera dopo sole quattro stagioni, di cui l'ultima con i Minnesota Vikings.

## Palmarès
- PFWA All-Rookie Team - 1976

## Statistiche
| Partite totali | 39 |